# Tamantit
Tamentit est une commune algérienne de la wilaya d'Adrar, dans la région du Touat.

## Géographie
Le territoire de la commune de Tamantit se situe au centre de la wilaya d'Adrar. Son chef-lieu est situé à 13 km au sud d'Adrar par la route.
| Sebaa             | Aougrout  | Tamekten |
| Adrar             | Tamantit  | Tamekten |
| Ouled Ahmed Timmi | Fenoughil | Tamekten |

En 1984, la commune de Tamantit est constituée à partir des localités suivantes :
- Tamantit
- Ouled Sidi Ouali
- Ouled Elhadj
- Elmamoun
- Noumemnass
- Boufaddi
- Abenkour

## Toponymie
Le toponyme Tamantit (prononcer tmantète) est constitué de la base « aman », mot berbère signifiant « eau », et du second composant « tit » signifiant « source » en berbère, auxquels s'ajoutent les deux « t » initial et final qui forment la marque du féminin en berbère. Le nom complet de la localité signifie donc « source d'eau ».

## Histoire

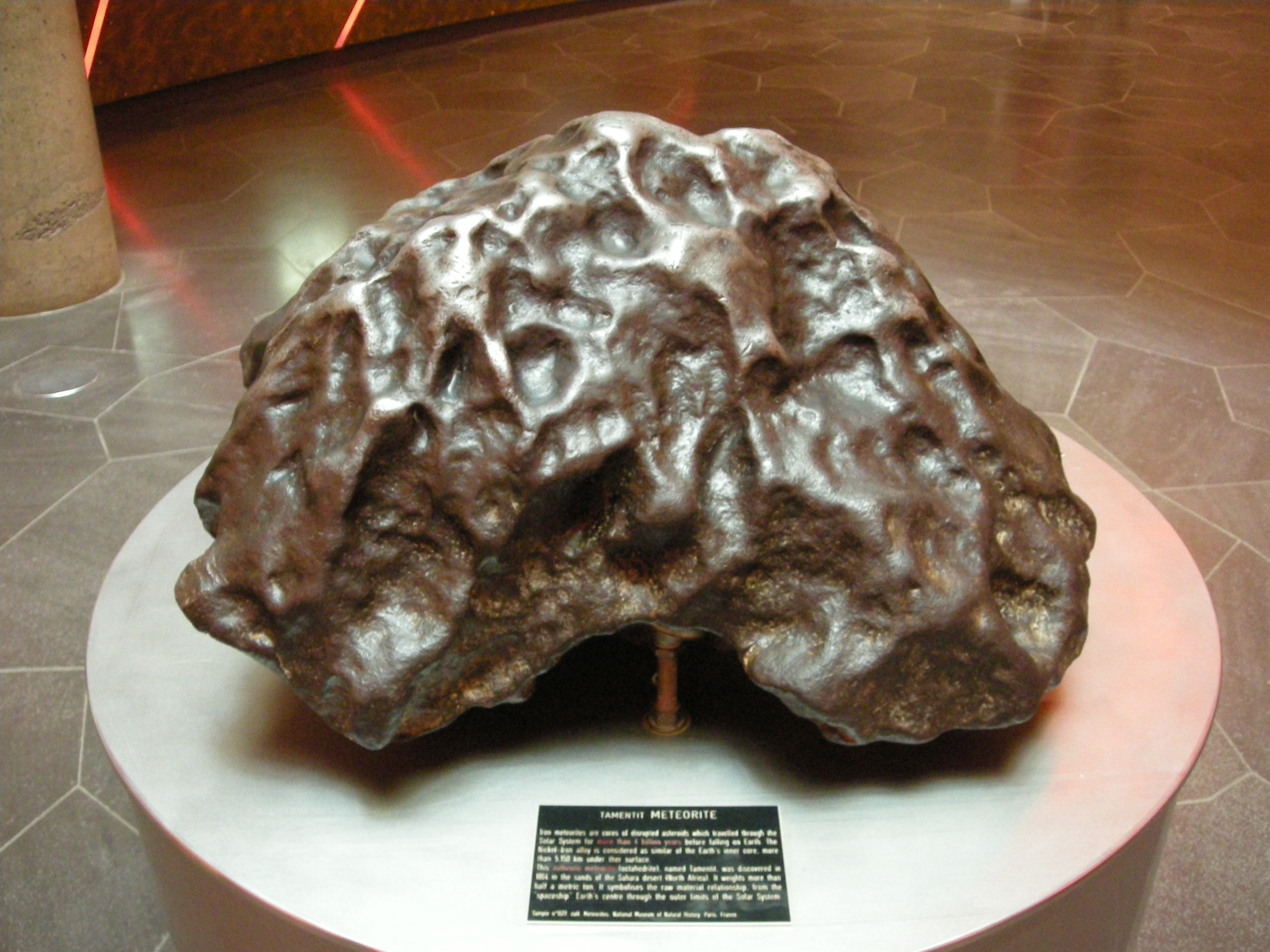
Météorite baptisée Tamentit, ayant été découverte dans le Sahara en 1864. Actuellement exposée au Parc Vulcania. Prêt du Museum national d'Histoire naturelle de Paris.